# Жан Табак
Жан Табак  (хорв. Žan Tabak, *5 червня 1970, Спліт, СФРЮ) — колишній хорватський баскетболіст, олімпійський медаліст. Нині — тренер польського чоловічого клубу «Трефль» (Сопот).

## Виступи на Олімпіадах
| Олімпіада      | Дисципліна | Місце |
| -------------- | ---------- | ----- |
| Барселона 1992 | баскетбол  | 2     |
| Атланта 1996   | баскетбол  | 7     |